# 194
194. је била проста година.

## Догађаји
- Децим Клодије Септимије Албин Цезар постао је римски конзул.
- Битка код Иса: Септимије Север маршира са својом војском (12 легија) ка Киликији и побеђује Песценија Нигера, римског гувернера Сирије. Песценије се повлачи у Антиохију, где га погубљују Северове трупе.
- Септимије Север опседа Византион (194–196); градски зидови претрпе велика оштећења.
- Битка код провинције Јан: Војсковође Цао Цао и Љу Бу боре се за контролу над провинцијом Јан; битка траје преко 100 дана.
- Прва година ере Сингпинг током династије Хан у Кини.
- Гален пише свој приручник о патологији, Уметност лечења
- Иринеј Лионски проглашава гностичка учења јеретичким.

### Непознат датум
- Битка код Иса (194)

## Смрти
- Песценије Нигер